# Neustift im Felde
Neustift im Felde ist eine ehemalige Gemeinde und nunmehr Katastralgemeinde der Marktgemeinde Kirchberg am Wagram im Bezirk Tulln in Niederösterreich.

## Geographie
Die Katastralgemeinde Neustift liegt im Tullnerfeld knapp nördlich einer Geländekante, die Kleiner Wagram genannt wird.

## Geschichte
Möglicherweise wurde der Ort erstmals um 1280 als Neustat erwähnt, urkundlich gesichert erscheint er erstmals am 1. Jänner 1318. Nach alten Erzählungen soll der Ort infolge der Überflutung der unterhalb des Kleinen Wagrams gelegenen Orte Hannodorf und Parz knapp nördlich dieser Geländekante als planmäßiges Angerdorf "neu gestiftet" worden sein. Laut Adressbuch von Österreich waren im Jahr 1938 in Neustift drei Gastwirte, drei Gemischtwarenhändler, eine Milchgenossenschaft, ein Sägewerk, zwei Schmiede, ein Schuster, ein Spengler, ein Tischler, ein Wagner und mehrere Landwirte ansässig.

## Bekannte Personen
- Ludwig Piffl (1900–1975), Lehrer und Quartärforscher